# Ангер, Люсия
Люсия Ангер (нем. Lucia Anger; род. 26 января 1991 года, Оберстдорф, Бавария, Германия) — немецкая лыжница, участница Олимпийских игр в Сочи. Более удачно выступает в спринтерских гонках.

## Карьера
В Кубке мира Ангер дебютировала 11 марта 2010 года, в декабре того же года первый раз попала в тридцатку лучших на этапе Кубка мира в личной гонке. Всего на сегодняшний момент имеет 13 попаданий в тридцатку лучших на этапах Кубка мира, 8 в личных и 5 в командных гонках. Лучшим достижением Ангер в общем итоговом зачёте Кубка мира является 60-е место в сезоне 2013-14.
На Олимпийских играх 2014 года в Сочи стала 31-й в спринте.
За свою карьеру принимала участие в одном чемпионате мира, на чемпионате мира 2011 года заняла 43-е место в спринте и 42-е место в гонке на 10 км классическим стилем. На юниорском уровне была чемпионкой мира в 2011 году в спринте, кроме того имеет на своём счету 4 бронзовые медали юниорских чемпионатов мира. 
Использует лыжи и ботинки производства фирмы Atomic.